# Byron Haskin
Byron Haskin (Portland, Oregon, Estats Units, 22 d'abril de 1899 − Montecito, Califòrnia, 16 d'abril de 1984) va ser un director de cinema,  de fotografia i guionista estatunidenc.

## Biografia[1]
Després d'estudis a Berkeley, Haskin va començar a treballar com a caricaturista per a un diari. A partir de 1920, va fer de càmera per a documentals i pel·lícules publicitàries de les companyies de cinema Pathé i Newsreel internacional. El seu treball el va dur a un lloc de director adjunt a la producció Selznick, on ja havia col·laborat en l'època del cinema mut en el desenvolupament d'efectes especials i les tècniques per a la introducció dels Tonfilmes amb desenvolupament.. Com a cineasta, ha rodat igualment la pel·lícula muda clàssica "Don Juan " amb actors d'elit de Hollywood John Barrymore, Mary Astor, Myrna Loy i Warner Oland, que més tard s'ha convertit en una estrella com a Charlie Chan.
Des de la fi dels anys 1920 Haskin va començar com un director de Warner Brothers per treballar i era, després d'un viatge a Anglaterra, cap del departament dels efectes especials a Warner Brothers. Haskins va desenvolupar efectes especials per a 50 pel·lícules, així com, el 1944, per a la comèdia negra Arsenic and Old Lace  amb Cary Grant, Raymond Massey i Peter Lorre.
Per Walt Disney, va ser director de la primera adaptació del seu estudi live-action, la pel·lícula L'illa del tresor, (1950) amb Bobby Driscoll com Jim Hawkins, i Robert Newton com Long John Silver. Un any més tard, Lex Barker com Tarzan (1951). 1954 va posar una vegada més Robert Newton com Long John Silver davant la seva càmera en la continuació de  Treasure Island. El retrat de Newton d'un pirata amb un accent irlandès és el model de conversa per a innombrables actors en papers de pirates.
A mitjans dels anys 1950 Haskin va començar una fructífera col·laboració amb el productor George Pal. Per a ell, va crear el clàssic de ciència- ficció "La guerra dels mons" (1953) després de la presentació de HG Wells" La guerra dels mons. "La pel·lícula va guanyar el 1953 el premi Hugo per a la millor presentació dramàtica i el 1954 l'Oscar als millors efectes visuals. El 1954, amb George Pal The Naked Jungle, i el 1955, la pel·lícula de ciència- ficció "La conquesta de l'espai".
Un «efecte especial» especial, la pel·lícula en 3D, en una època en què no era realment «modern». El 1960, crea Storm September, que ha entrat en la història del cinema com la primera pel·lícula en 3D rodada en el format cinemascope (The Robe, una de les primeres pel·lícules en CinemaScope, va ser anunciada com pel·lícula 3D, que pot ser vist sense ulleres 3D però, en realitat, era completament" plana" i no va ser projectada sobre una pantalla corbada).
1964 Haskins va crear un altre clàssic del gènere de ciència-ficció, Robinson Crusoe a Mart, segons la novel·la de Daniel Defoe, una variant de Robinson Crusoe, l'"aterratge d'urgència en l'espai".
Haskin va morir poc abans del seu 85è Aniversari.

## Filmografia[3]

### Director
- 1927: Ginsberg the Great
- 1927: Matinee Ladies
- 1927: Irish Hearts
- 1927: The Siren
- 1943: Action in the North Atlantic
- 1948: I Walk Alone
- 1948: Man-Eater of Kumaon
- 1949: Too Late for Tears
- 1950: L'illa del tresor (Treasure Island)
- 1951: Tarzan's Peril
- 1951: Warpath
- 1951: Silver City
- 1952: Denver and Rio Grande
- 1953: La guerra dels mons (The War of the Worlds)
- 1954: Sa Majestat dels Mars del Sud (His Majesty O'Keefe)
- 1954: The Naked Jungle
- 1954: Long John Silver
- 1955: Conquest of Space
- 1956: The First Texan
- 1956: The Boss
- 1958: From the Earth to the Moon
- 1959: Little Savage
- 1960: Jet Over the Atlantic
- 1960: September Storm
- 1961: Armored Command
- 1963: Captain Sindbad
- 1964: Robinson Crusoe on Mars
- 1968: The Power

### Director de fotografia
- 1922: Hurricane's Gal
- 1922: The World's a Stage
- 1922: Broken Chains
- 1923: Slander the Woman
- 1925: On Thin Ice
- 1925: His Majesty, Bunker Bean
- 1925: Bobbed Hair
- 1925: Where the Worst Begins
- 1925: The Golden Cocoon
- 1926: The Sea Beast
- 1926: Don Juan
- 1926: Millionaires
- 1926: Griffes jaunes
- 1927: Wolf's Clothing
- 1928: Caught in the Fog
- 1928: The Singing Fool
- 1928: On Trial
- 1929: The Redeeming Sin
- 1929: Glad Rag Doll
- 1929: Madonna of Avenue A
- 1931: The Deadline
- 1931: The Guilty Generation
- 1932: It's Tough to Be Famous
- 1934: As the Earth Turns
- 1934: Side Streets
- 1935: Black Fury
- 1935: Little Big Shot
- 1935: Personal Maid's Secret
- 1936: Stage Struck

### Guionista
- 1969: The Great Sex War

### Altres
- 1942: Across the Pacific: efectes especials
- 1942: Captains of the Clouds: efectes especials

## Premis i nominacions

### Nominacions
- 1940: Oscar als millors efectes visuals per The Private Lives of Elizabeth and Essex
- 1941: Oscar als millors efectes visuals per El falcó del mar
- 1942: Oscar als millors efectes visuals per The Sea Wolf
- 1943: Oscar als millors efectes visuals per Un viatge temerari